# 超重水
超重水（英語：Tritium oxide）是一種無機化合物，由两个氚和一個氧組成，故又稱一氧化二氚，其化学式为T2O或3H2O。氚是氫的放射性同位素，該原子由原子核由質子和兩個中子，半衰期約12年，水在地球上的总重大约是一百三十六京噸，超重水在天然水中極其稀少，其比例不到十億分之一。若要制取1公斤的超重水需要超過100萬噸的天然水和大量的電能，因此超重水成本比黃金高上百倍，比重水提取成本高上萬倍。
超重水不應該和重水混淆，差別於超重水是T2O或3H2O；而重水是D2O或2H2O。

## 用途
由於超重水會衰變，其半衰期約12年，因此，它可以用來判斷各種水基液體的年齡，如葡萄酒。此外，它也可以用來作為示踪水上生物研究生命科學的研究。
超重水也可以用來測量水在一個人的身體的總體積。超重水分配本身到所有身體腔室相對較快。尿液中超重水濃度和體內的濃度相近。因此，已知原來超重水的攝入和濃度，可以計算出水在人體內的總體積。

## 其他超重水

### 半超重水
半超重水是指由氕、氚、氧或氚、氘、氧組成的水分子，化學式為HTO或TDO。

### 極重水
極重水是指由氫的放射性同位素氫-4和氧組成的水分子，化學式為4H2O，這種分子可能只在理論上存在。因為氫-4半衰期為9.93696×10-23秒，可能還來不及反應就衰變了。

### 重氧水
重氧水是由比氧-16重的同位素或放射性同位素和氫組成的分子，有很多種。

### 氧-18水
氧-18水是指由氧-18和氫組成的分子，化學式為H218O。

### 雙標水
雙標水是水，其中兩個氫原子和一個氧原子已經部分或完全被放射性同位素取代了，具跟踪的目的（即標籤）。
可能存在的雙標水有:D218O、HD18O、T218O、TD17O等。